# فهرست قربانیان دنیاگیری کووید-۱۹ در ایران

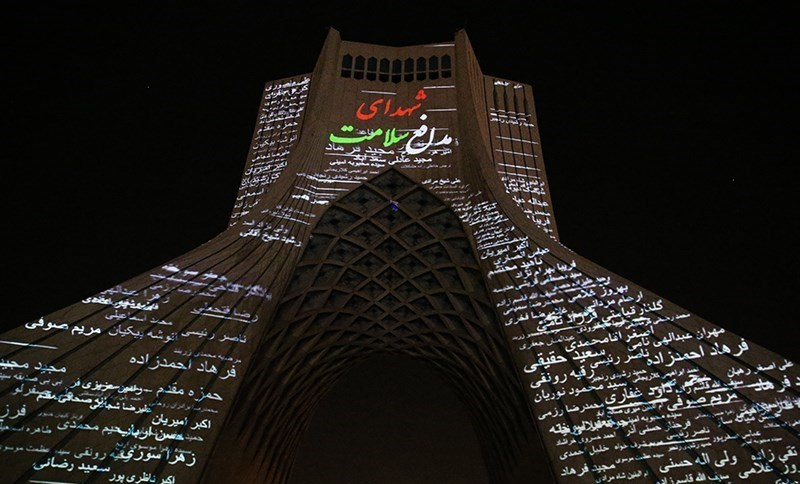
نام جانباختگان کادر درمانی در زمان مقابله با کرونا بر روی برج آزادی.

در هنگام دنیاگیری کروناویروس در ایران، ایرانیان زیادی به این بیماری دچار شدند که از این میان ابتلای تعدادی از افراد سرشناس نیز رسانه‌ای شد. تاکنون دست‌کم ۹۵هزار تن از پرسنل بهداشت و درمان نیز به کرونا مبتلا و ۳۰۰ نفر از آنان جان خود را از دست داده‌اند. فهرست زیر، نام برخی از درگذشتگان سرشناس ایرانی این بیماری است که در رسانه‌ها بازتاب یافته‌است.

## عدم وجود واکسن
سید علی خامنه‌ای، ولی فقیه ورهبر ایران، در ۱۹ دی ۱۳۹۹ یک سخنرانی زنده تلویزیونی گفت: «ورود واکسن آمریکایی و انگلیسی کرونا ممنوع است.». خامنه‌ای با اشاره به درگذشت ۴ هزار مبتلای به کرونا در آمریکا ظرف یک روز گفت: «اگر کارخانه فایزر آنان می‌تواند واکسن درست کند، اول برای خودشان مصرف کنند.» او همچنین این فرضیه را مطرح کرد که «شاید اینها می‌خواهند واکسن را روی ملت‌های دیگر آزمایش کنند.»این در حالی است که واکسن فایزر پیش از تأیید نهایی، بر روی بیش از ۴۴ هزار آمریکایی آزمایش شده بود. پس از تأیید نهایی و پیش از سخنرانی علی خامنه‌ای نیز میلیون‌ها دز از این واکسن به شهروندان آمریکا، چندین کشور اروپایی و اسراییل تزریق شده بود. آمارهای مربوط به ابتلا و گسترش کرونا پس از آغاز واکسیناسیون، خلاف انتظار کارشناسان نبود و وضعیت کرونا در یک کشور و قابل اعتماد بودن واکسن ارتباطی به یکدیگر ندارند. بلافاصله بعد از سخنرانی خامنه‌ای، ورود ۱۵۰ هزار دز واکسن فایزر توسط هلال احمر ایران لغو شد.

## فهرست
| نام                           | پیشه | تاریخ مرگ          | مکان مرگ          | یادداشت         |
| ----------------------------- | --- | ------------------ | ----------------- | --------------- |
| نرجس خانعلی‌زاده               | پرستار | ۶ اسفند ۱۳۹۸       | لاهیجان           | [ ۷ ] [ ۸ ]     |
| الهام شیخی                    | بازیکن فوتسال بانوان | ۷ اسفند ۱۳۹۸       | قم                | [ ۹ ] [ ۱۰ ]    |
| سید هادی خسروشاهی             | سفیر پیشین ایران در واتیکان | ۸ اسفند ۱۳۹۸       | تهران             | [ ۱۱ ]          |
| احمد آهنگی                    | مدیرعامل پیشین تیم سپیدرود رشت                                                                                                  | ۱۰ اسفند ۱۳۹۸      | رشت               | [ ۱۲ ]          |
| محمدعلی رمضانی                | نماینده منتخب مجلس یازدهم | ۱۰ اسفند ۱۳۹۸      | رشت               | [ ۱۳ ]          |
| ابراهیم ابراهیمی              | پیشکسوت تکواندوی ایران | ۱۲ اسفند ۱۳۹۸      | آبادان            | [ ۱۴ ]          |
| سید محمد میرمحمدی             | عضو مجمع تشخیص مصلحت نظام | ۱۲ اسفند ۱۳۹۸      | تهران             | [ ۱۵ ]          |
| حامد ظاهری                    | استاد حوزه علمیه قم و مسئول استفتائات دفتر سید کاظم حائری                                                                       | ۱۲ اسفند ۱۳۹۸      | قم                | [ ۱۶ ]          |
| ابراهیم ابراهیمی              | پیشکسوت تکواندوی ایران | ۱۳ اسفند ۱۳۹۸      | آبادان            | [ ۱۷ ]          |
| احمد تویسرکانی راوری          | رئیس سابق سازمان ثبت اسناد و املاک کشور، معاون پیشین و مشاور رئیس قوه قضائیه                                                    | ۱۲ اسفند ۱۳۹۸      | تهران             | [ ۱۸ ]          |
| محسن حبیبی                    | تولیت مدرسه علمیه آیت‌الله مجتهدی و استاد دانشگاه امام صادق (ع) و دانشگاه علم و صنعت                                             | ۱۴ اسفند ۱۳۹۸      | تهران             | [ ۱۹ ]          |
| حسین شیخ‌الاسلام               | نمایندهٔ پیشین مجلس، سفیر سابق ایران در سوریه و معاون بین‌الملل مجمع تقریب مذاهب اسلامی                                           | ۱۵ اسفند ۱۳۹۸      | تهران             | [ ۲۰ ]          |
| محسن حبیبی                    | متولی حوزه علمیه مجتهدی | ۱۵ اسفند ۱۳۹۸      | تهران             | [ ۱۳ ]          |
| علی خلفی                      | معاونت قضایی قوه قضائیه | ۱۶ اسفند ۱۳۹۸      | قم                | [ ۲۱ ]          |
| فاطمه رهبر                    | نماینده منتخب تهران در مجلس یازدهم                                                                                              | ۱۷ اسفند ۱۳۹۸      | تهران             | [ ۲۲ ]          |
| رضا محمدی لنگرودی             | مدرس حوزه و دانشگاه | ۱۷ اسفند ۱۳۹۸      | لنگرود            |                 |
| اکبر دهقان                    | مدرس تفسیر قرآن | ۱۷ اسفند ۱۳۹۸      | قم                |                 |
| محمدرضا راه‌چمنی               | نمایندهٔ پیشین مجلس | ۱۹ اسفند ۱۳۹۸      | تهران             | [ ۲۳ ]          |
| فرزاد تذری                    | معاون پیشین اداره سیاسی سپاه و از مسئولان اطلاعات سپاه پاسداران                                                                 | ۱۹ اسفند ۱۳۹۸      | تهران             | [ ۲۴ ]          |
| محمد کیاوش                    | نمایندهٔ پیشین مجلس | ۲۰ اسفند ۱۳۹۸      | تهران             | [ ۲۵ ]          |
| اسماعیل یزدی                  | دندانپزشک | ۲۲ اسفند ۱۳۹۸      | تهران             | [ ۲۶ ]          |
| رضا یوسفی محله                | تهیه‌کننده صدا و سیما | ۲۳ اسفند ۱۳۹۸      | تهران             |                 |
| ناصر شعبانی                   | سردار و فرمانده سپاه پاسداران                                                                                                   | ۲۳ اسفند ۱۳۹۸      | آمل               | [ ۲۷ ]          |
| سید هاشم بطحائی گلپایگانی     | عضو مجلس خبرگان رهبری | ۲۶ اسفند ۱۳۹۸      | قم                | [ ۲۸ ]          |
| فریبرز رئیس‌دانا               | اقتصاددان و فعّال حقوق بشر | ۲۶ اسفند ۱۳۹۸      | تهران             | [ ۲۹ ]          |
| احمد طاهری                    | مربی سابق فوتسال | ۲۶ اسفند ۱۳۹۸      | تهران             |                 |
| شهریار شریفی                  | مدیر مرکز طب‌المعصومین صومعه‌سرا                                                                                                  | ۲۶ اسفند ۱۳۹۸      | رشت               | [ ۳۰ ]          |
| شیرین روحانی راد              | پزشک | ۲۸ اسفند ۱۳۹۸      | تهران             |                 |
| حمید کهرام                    | نمایندهٔ پیشین مجلس | ۲۹ اسفند ۱۳۹۸      | تهران             | [ ۳۱ ]          |
| شهرام گوهرچین                 | داور بین‌المللی شطرنج | ۳ فروردین ۱۳۹۹     | اهواز             | [ ۳۲ ]          |
| ابوالقاسم شفیعی               | فعال اقتصادی و فرمانده پیشین سپاه شهرری                                                                                         | ۳ فروردین ۱۳۹۹     | تهران             | [ ۳۳ ]          |
| عزت خاموشی                    | مادرزن میثم خامنه‌ای | ۴ فروردین ۱۳۹۹     | تهران             | [ ۳۴ ]          |
| سید عبدالله زاویه             | عضو شورای سردبیری خبرگزاری فارس                                                                                                 | ۴ فروردین ۱۳۹۹     | تهران             | [ ۳۵ ]          |
| افلاطون سهرابی                | رئیس انجمن زرتشتیان شیراز | ۵ فروردین ۱۳۹۹     | شیراز             | [ ۳۶ ]          |
| ادمان آیوازیان                | نقاش، معمار، طراح | ۶ فروردین ۱۳۹۹     | لندن              |                 |
| کیومرث درم بخش                | کارگردان فیلم، نویسنده، و عکاس ایرانی مقیم فرانسه                                                                               | ۱۲ فروردین ۱۳۹۹    | پاریس             |                 |
| رضا نگهبان                    | مدیرکل راه و شهرسازی استان تهران                                                                                                | ۱۳ فروردین ۱۳۹۹    | تهران             | [ ۳۷ ]          |
| محمدرضا داودی                 | دانشیار دانشکده مهندسی عمران دانشگاه صنعتی نوشیروانی بابل                                                                       | ۱۹ فروردین ۱۳۹۹    | بابل              |                 |
| حمید منوچهری                  | مدیر پیشین تیم‌های ملی پایه و نفت تهران                                                                                          | ۲۰ فروردین ۱۳۹۹    | تهران             | [ ۳۸ ]          |
| علی بهزاد                     | روزنامه‌نگار | ۲۱ فروردین ۱۳۹۹    | تهران             | [ ۳۹ ]          |
| مسعود حاج‌رسولی                | قهرمان بوکس و استاد دانشگاه | ۲۴ فروردین ۱۳۹۹    | تهران             | [ ۴۰ ]          |
| بهروز کلهر                    | قهرمان بوکس و پیشکسوت سابق اسکی                                                                                                 | ۲۸ فروردین ۱۴۰۰    | تهران             |                 |
| عصمت اسماعیلی                 | پژوهشگر، مؤلف و استاد ادبیات فارسی دانشگاه سمنان                                                                                | ۱ اردیبهشت ۱۳۹۹    |                   | [ ۴۱ ]          |
| ابوالقاسم رحیمی‌انارکی         | مدیرعامل بانک مسکن | ۷ اردیبهشت ۱۳۹۹    | تهران             | [ ۴۲ ]          |
| حسن حاتم‌خانی                  | مدیر پخش شبکه قرآن و معارف سیما                                                                                                 | ۱۰ اردیبهشت ۱۳۹۹   | تهران             | [ ۴۳ ]          |
| محسن باوی                     | بازیکن اسبق تیم فوتبال استقلال اهواز                                                                                            | ۱۶ اردیبهشت ۱۳۹۹   | خوزستان           | [ ۴۴ ]          |
| علیرضا نیکبخت                 | بازیکن اسبق تیم فوتبال صنعت نفت آبادان                                                                                          | ۲۲ خرداد ۱۳۹۹      | خوزستان           | [ ۴۵ ]          |
| میکائیل پور محبت              | معاون درمان بهداری لشکر ۳۱ عاشورا                                                                                               | ۳۰ خرداد ۱۳۹۹      | تبریز             | [ ۴۶ ]          |
| جمشید پژویان                  | اقتصاددان، استاد اقتصاد دانشگاه علامه طباطبایی و رئیس سابق شورای رقابت                                                          | ۲ تیر ۱۳۹۹         | تهران             | [ ۴۷ ]          |
| علیرضا راهب                   | شاعر، ترانه‌سرا، نویسنده و منتقد ادبی                                                                                            | ۵ تیر ۱۳۹۹         | تهران             | [ ۴۸ ]          |
| محمدرضا اعرابی                | خواننده | ۷ تیر ۱۳۹۹         | اصفهان            | [ ۴۹ ]          |
| عبدالرضا داوودی               | شهردار ناحیه ۴ منطقه ۶ | ۱۲ تیر ۱۳۹۹        | تهران             | [ ۵۰ ]          |
| رضا لطیفی                     | جانشین فرماندهی امور قشرها سپاه سلمان                                                                                           | ۱۲ تیر ۱۳۹۹        | زاهدان            | [ ۵۱ ]          |
| محمدجواد نیک‌بین               | جودوکار سابق | ۱۷ تیر ۱۳۹۹        | مشهد              | [ ۵۲ ]          |
| هوشنگ صدیق                    | فرمانده پیشین نیروی هوایی | ۱۸ تیر ۱۳۹۹        | تهران             | [ ۵۳ ]          |
| غلامحسین نادری                | پزشک و پیشکسوت پیوند کلیه و استاد گروه اورولوژی دانشگاه علوم پزشکی تهران                                                        | ۱۹ تیر ۱۳۹۹        | تهران             | [ ۵۴ ]          |
| عیسی جعفری                    | نماینده مردم بهار و کبودراهنگ در مجلس شورای اسلامی                                                                              | ۲۳ تیر ۱۳۹۹        | تهران             | [ ۵۵ ]          |
| غلامعلی کفاش                  | جانشین مرکز بهداری قرارگاه قدس سپاه در جنوب شرق کشور                                                                            | ۲۳ تیر ۱۳۹۹        | زاهدان            | [ ۵۶ ]          |
| سهیل گوهری                    | روزنامه‌نگار و مدیر سابق روابط عمومی باشگاه استقلال تهران                                                                        | ۲۷ تیر ۱۳۹۹        | تهران             | [ ۵۷ ]          |
| روح‌الله رجایی                 | روزنامه‌نگار و سردبیر روزنامه جام‌جم                                                                                              | ۳۰ تیر ۱۳۹۹        | تهران             | [ ۵۸ ]          |
| عیسی رستمی افین               | پیشکسوت موسیقی مقامی خراسان جنوبی                                                                                               | ۱ مرداد ۱۳۹۹       | قائن              | [ ۵۹ ]          |
| همایون‌رضا عطاردی              | آهنگساز و تهیه‌کننده سینما | ۳ مرداد ۱۳۹۹       | تهران             | [ ۶۰ ]          |
| رحمت‌الله حسن‌پور               | شاعر | ۵ مرداد ۱۳۹۹       | قائم شهر          | [ ۶۱ ]          |
| مهدی طالب                     | هیئت علمی دانشگاه تهران | ۵ مرداد ۱۳۹۹       | تهران             | [ ۶۲ ]          |
| مهدی کاشی                     | روزنامه‌نگار | ۶ مرداد ۱۳۹۹       | همدان             | [ ۶۳ ]          |
| بدرالزمان قریب                | زبان‌شناس | ۷ مرداد ۱۳۹۹       | تهران             | [ ۶۴ ]          |
| سید جواد آیت‌اللهی             | امام‌جمعه یزد | ۷ مرداد ۱۳۹۹       | یزد               | [ ۶۵ ] [ ۶۶ ]   |
| ماموستا توفیق قربانی          | مام جمعه اهل سنت کامیاران | ۱۳ تیر ۱۳۹۹        | کامیاران          |                 |
| علیرضا صفایی حائری            | امام جمعه شهرستان میناب | ۱۱ مرداد ۱۳۹۹      | قم                | [ ۶۷ ]          |
| خسرو سینایی                   | کارگردان، آهنگساز و شاعر | ۱۱ مرداد ۱۳۹۹      | تهران             | [ ۶۸ ]          |
| مژگان پارسامقام               | عکاس هنری | ۱۲ مرداد ۱۳۹۹      | تهران             | [ ۶۹ ]          |
| علی سیدین                     | امام جمعه کیش | ۱۷ مرداد ۱۳۹۹      | کیش               | [ ۷۰ ]          |
| عباس موسویان                  | عضو شورای فقهی بانک مرکزی و عضو کمیته فقهی سازمان بورس و اوراق بهادار                                                           | ۱۹ مرداد ۱۳۹۹      | قم                | [ ۷۱ ]          |
| حمیدالله سردار زهی            | نیکوکار واز معتمدانِ طایفه‌های جنوب استان سیستان و بلوچستان                                                                       | ۱۹ مرداد ۱۳۹۹      | تهران             | [ ۷۲ ]          |
| حیدر کاظمی‌نیا                 | فرماندار اندیکا | ۲۰ مرداد ۱۳۹۹      | اهواز             | [ ۷۳ ]          |
| عبدالحسین زاهدی               | ورزشکار و رئیس هیئت بدنسازی و پرورش اندام لامرد                                                                                 | ۲۰ مرداد ۱۳۹۹      | شیراز             | [ ۷۴ ]          |
| امین مقیمی‌پور                 | ورزشکار، قهرمان ووشو | ۲۳ مرداد ۱۳۹۹      | کیش               | [ ۷۵ ]          |
| محسن مطلبی                    | مدیر انتشارات مقاومت | ۲۵ مرداد ۱۳۹۹      | تهران             | [ ۷۶ ]          |
| روح‌الله حسینیان               | از مقامات اطلاعاتی، قاضی، رئیس پیشین مرکز اسناد انقلاب اسلامی و نماینده پیشین مجلس                                              | ۴ شهریور ۱۳۹۹      | تهران             | [ ۷۷ ]          |
| ابراهیم امین‌زاده              | روزنامه‌نگار | ۶ شهریور ۱۳۹۹      | تهران             | [ ۷۸ ]          |
| علی شمقدری                    | فعال مذهبی | ۲۷ شهریور ۱۳۹۹     | مشهد              | [ ۷۹ ]          |
| محمدحسین حرمی                 | مدیر پیشین رادیو تهران و شبکه پنج                                                                                               | ۲۹ شهریور ۱۳۹۹     | تهران             | [ ۸۰ ]          |
| بهرام نازمهر                  | خواننده | ۳۰ شهریور ۱۳۹۹     | تهران             | [ ۸۱ ]          |
| سیروس برزو                    | استاد دانشگاه، روزنامه‌نگار، نویسنده، پژوهشگر و مروج علوم فضایی                                                                  | ۱۳ مهر ۱۳۹۹        |                   |                 |
| محمد کریمیان                  | نماینده ادوار چهارم، پنجم و هفتم مجلس شورای اسلامی                                                                              | ۲۰ مهر ۱۳۹۹        |                   |                 |
| اکبر عالمی                    | فیلمساز، مجری، منتقد و مدرسِ سینما                                                                                               | ۲۲ مهر ۱۳۹۹        | تهران             | [ ۸۲ ]          |
| خسرو پایاب                    | کارگردان و مدرس تئاتر | ۲۲ مهر ۱۳۹۹        | تبریز             | [ ۸۳ ]          |
| فرامرز امینی                  | مجری، خبرنگار، عکاس و فیلم‌بردار                                                                                                 | ۲۸ مهر ۱۳۹۹        | تهران             | [ ۸۴ ]          |
| پرویز اسکندرپور خرمی          | پژوهشگر و مدرس هنر در دانشگاه سوره و تربیت مدرس و طراح و ناظر کیفی و هنری ستاد بازسازی عتبات عالیات                             | ۲ آبان ۱۳۹۹        | تهران             |                 |
| عباس معیری                    | نقاش، پیکرتراش و نگارگر | ۳ آبان ۱۳۹۹        | پاریس             | [ ۸۵ ]          |
| هرمز انصاری                   | شاعر، نویسنده و بنیان‌گذار موسسه آموزشی زبان سیمین                                                                               | ۴ آبان ۱۳۹۹        | تهران             | [ ۸۶ ]          |
| داریوش سالاری                 | موسیقی‌دان، سازندهٔ ساز | ۳ آبان ۱۳۹۹        | تهران             | [ ۸۷ ]          |
| مهرداد بختیاری                | کارگردان و فیلمنامه‌نویس | ۳ آبان ۱۳۹۹        | تهران             | [ ۸۷ ]          |
| حسن زارع دهنوی                | قاضی | ۷ آبان ۱۳۹۹        | تهران             |                 |
| کریم اکبری مبارکه             | بازیگر و کارگردان ایرانی سینما و تئاتر                                                                                          | ۸ آبان ۱۳۹۹        | تهران             | [ ۸۸ ]          |
| ماموستا عبد القادر بیضاوی     | امام جمعه اهل سنت ارومیه | ۱۵ آبان ۱۳۹۹       | ارومیه            |                 |
| رحمان گواهی                   | نوازنده شناخته شده دوتار منطقه شیروان در خراسان شمالی                                                                           | ۱۸ آبان ماه ۱۳۹۹   |                   | [ ۸۹ ]          |
| محمدحسین نورشاهی              | گویندهٔ رادیو | ۲۰ آبان ۱۳۹۹       | تهران             |                 |
| محمود یاوری                   | بازیکن و سرمربی فوتبال | ۲۰ آبان سال ۱۳۹۹   | اصفهان            | [ ۹۰ ]          |
| داوود فیرحی                   | نویسنده، پژوهشگر و عضو هیئت علمی دانشگاه تهران                                                                                  | ۲۱ آبان ۱۳۹۹       | تهران             | [ ۹۱ ]          |
| روح اله عالمی                 | استاد فلسفه دانشگاه تهران و اولین معاون مطبوعاتی وزارت ارشاد                                                                    | ۲۱ آبان ۱۳۹۹       | تهران             | [ ۹۲ ]          |
| دکتر عباس صفرپور              | پزشک بیمارستان فیروزآباد | ۲۲ آبان ۱۳۹۹       | شیراز             | [ ۹۳ ] [ ۹۴ ]   |
| عمران علیمحمدی                | نماینده دوره نهم مجلس شورای اسلامی                                                                                              | ۲۳ آبان ۱۳۹۹       | تهران             |                 |
| کیوان نیک نفس                 | دروازه‌بان سابق تیم ملی فوتبال مردان ایران                                                                                       | ۲۳ آبان سال ۱۳۹۹   | تهران             |                 |
| جواد اژه‌ای                    | مؤسس سازمان ملی پرورش استعدادهای درخشان، استاد روانشناسی دانشگاه تهران                                                          | ۲۴ آبان ۱۳۹۹       | تهران             | [ ۹۵ ]          |
| مهدی وصفی مرندی               | استاد گروه بیماری‌های طیور دانشکده دامپزشکی دانشگاه تهران                                                                        | ۳۰ آبان ۱۳۹۹       | تهران             |                 |
| چنگیز جلیلوند                 | دوبلور، مدیر دوبلاژ و بازیگر | ۲ آذر ۱۳۹۹         | تهران             | [ ۹۶ ]          |
| کامبوزیا پرتوی                | فیلم‌نامه‌نویس و کارگردان | ۴ آذر ۱۳۹۹         | تهران             | [ ۹۷ ]          |
| پرویز پورحسینی                | بازیگر | ۷ آذر ۱۳۹۹         | تهران             | [ ۹۸ ]          |
| عبدالحسین پرویز نوایی         | از رؤسای سابق سازمان هواشناسی ایران                                                                                             | ۹ آذر ۱۳۹۹         | تهران             |                 |
| محمدرضا اتابکی                | نوازنده ویلن، رهبر ارکستر و موسیقی‌دان اهل ایران                                                                                 | ۱۵ آذر ۱۳۹۹        | تهران             | تهران           |
| علیرضا جباری                  | شاعر، نویسنده و روزنامه‌نگار | ۱۷ آذر ۱۳۹۹        | تهران             |                 |
| محمد تراب‌نیا                  | برنامه‌ریز سینما | ۲۲ آذر ۱۳۹۹        | تهران             | [ ۹۹ ]          |
| جواد داوری                    | استاد موسیقی سنتی استان گلستان، نوازنده سنتور و نخستین کارشناس اداره فرهنگ و هنر گرگان                                          | ۲۴ آذر ۱۳۹۹        | گرگان             | [ ۱۰۰ ]         |
| تهمینه اطمینان مقدم           | بازیگر سینما | ۲۶ آذر ۱۳۹۹        | تهران             |                 |
| صمد شجاعیان                   | نماینده ادوار اول و دوم مجلس شورای اسلامی                                                                                       | ۲۰ دی ۱۳۹۹         | تهران             |                 |
| مهرداد میناوند                | بازیکن پیشین فوتبال | ۸ بهمن ۱۳۹۹        | تهران             | [ ۱۰۱ ] [ ۱۰۲ ] |
| علی انصاریان                  | بازیکن پیشین فوتبال | ۱۵ بهمن ۱۳۹۹       | تهران             | [ ۱۰۳ ]         |
| سیدمحمد ضیاءآبادی             | استاد اخلاق اسلامی و مفسر قرآن                                                                                                  | ۲۰ بهمن ۱۳۹۹       | تهران             |                 |
| علی برقی                      | بازیگر | ۲۳ بهمن ۱۳۹۹       | تهران             |                 |
| محمدرضا شرفی جم               | استاد ممتاز فلسفه تعلیم و تربیت دانشگاه تهران                                                                                   | ۱ اسفند ۱۳۹۹       | تهران             |                 |
| محمدرضا الوند                 | نویسنده و پژوهشگر تئاتر و مدیر امور تئاتر استان‌های اداره‌کل هنرهای نمایشی                                                        | ۷ اسفند ۱۳۹۹       | تهران             | [ ۱۰۴ ]         |
| سعید زمان‌نژاد                 | دارنده مقام‌های قهرمانی کشور و جهان در رشته بوکس                                                                                 | ۷ اسفند ۱۳۹۹       | رشت               | [ ۱۰۵ ]         |
| علی اکرمی                     | روزنامه‌نگار | ۱۰ اسفند ۱۳۹۹      | تهران             | [ ۱۰۶ ]         |
| جاسم جادری                    | سیاست‌مدار و مدیر اجرایی دولت یازدهم، استاندار هرمزگان بود و نماینده ادوار سوم، چهارم و پنجم مجلس                                | ۲۰ اسفند ۱۳۹۹      | تهران             |                 |
| هوشنگ میرزایی                 | مستندساز | ۲۱ اسفند ۱۳۹۹      | تهران             | [ ۱۰۷ ]         |
| محمدباقر باقری‌نژادیان‌فرد      | نماینده کازرون در مجلس سوم و ششم                                                                                                | ۶ فروردین ۱۴۰۰     | تهران             |                 |
| محمد ابوالحسنی                | تهیه‌کننده | ۷ فروردین ۱۴۰۰     | تهران             | [ ۱۰۸ ]         |
| آیدین روشن                    | شاعر و مترجم | ۱۶ فروردین ۱۴۰۰    | تبریز             |                 |
| سیدحامد حسینی                 | شاعر | ۲۰ فروردین ۱۴۰۰    | مشهد              |                 |
| نادر دست‌نشان                  | مربی فوتبال | ۲۷ فروردین ۱۴۰۰    | قائمشهر           |                 |
| هوشنگ منصورخاکی               | بازیگر | ۳۰ فروردین ۱۴۰۰    | کرج               |                 |
| عبدالحمید تنگستانی            | نوازنده نی | ۳۱ فروردین ۱۴۰۰    |                   |                 |
| علی‌اکبر آقاجری                | عکاس گردشگری و ایران‌گرد | ۴ اردیبهشت ۱۴۰۰    |                   | [ ۱۰۹ ]         |
| حمید جاسمیان                  | بازیکن پیشین فوتبال | ۵ اردیبهشت ۱۴۰۰    | تهران             |                 |
| احمد حلی                      | خواننده | ۵ اردیبهشت ۱۴۰۰    | کاشان             | [ ۱۱۰ ]         |
| احمید علیزاده                 | تهیه‌کننده صدا و سیما | ۵ اردیبهشت ۱۴۰۰    | تهران             | [ ۱۱۱ ]         |
| یحیی محمدزاده گودینی          | هیئت علمی دانشگاه رازی کرمانشاه                                                                                                 | ۵ اردیبهشت ۱۴۰۰    | کرمانشاه          |                 |
| اله کرم لیراوی                | نویسنده و پژوهشگر | ۹ اردیبهشت ۱۴۰۰    | بوشهر             |                 |
| علیرضا موسوی                  | بازیگر تئاتر | ۱۱ اردیبهشت ۱۴۰۰   | تهران             | [ ۱۱۲ ]         |
| احمد کبیری هندی               | باستانشناس و کارشناس سازمان میراث فرهنگی                                                                                        | ۱۲ اردیبهشت ۱۴۰۰   | تهران             | [ ۱۱۳ ]         |
| سیامک افسایی                  | نویسنده و کارگردان تئاتر | ۱۳ اردیبهشت ۱۴۰۰   | تبریز             | [ ۱۱۴ ]         |
| مصطفی حضرتی                   | عکاس و فیلمبردار سینما | ۱۵ اردیبهشت ۱۴۰۰   | تهران             |                 |
| مجید ملک‌زاده                  | پدر هنر مشبک و معرق فلز ایران                                                                                                   | ۱۷ اردیبهشت ۱۴۰۰   | اصفهان            | [ ۱۱۵ ]         |
| بیژن افشار                    | بازیگر تئاتر، سینما و تلویزیون                                                                                                  | ۲۰ اردیبهشت ۱۴۰۰   | تهران             | [ ۱۱۶ ]         |
| منصور نورپور                  | سینمادار | ۲۱ اردیبهشت ۱۴۰۰   | تهران             | [ ۱۱۷ ]         |
| عبدالحسین بلنده               | کارگردان | ۲۱ اردیبهشت ۱۴۰۰   | تهران             |                 |
| حسین یقینی                    | چهره ماندگار علمی و هنری اصفهان                                                                                                 | ۲۳ اردیبهشت ۱۴۰۰   | اصفهان            | [ ۱۱۸ ]         |
| امیر نظری                     | مجری تلویزیون، پزشک | ۲۸ اردیبهشت ۱۴۰۰   | تهران             | [ ۱۱۹ ]         |
| امیر زنگی                     | بازیگر | ۸ خرداد ۱۴۰۰       | تهران             |                 |
| فریدون الهیاری                | استاد دانشگاه، عضو شورای شهر، مدیر کل میراث فرهنگی صنایع دستی و گردشگری استان اصفهان                                            | ۱۱ خرداد ۱۴۰۰      | اصفهان            | [ ۱۲۰ ]         |
| بهزاد قره ریاضی               | پدر محصولات تراریخته در ایران و رئیس انجمن زیستی                                                                                | ۱۵ خرداد ۱۴۰۰      |                   |                 |
| محمدعلی محمدی                 | هنرمند مجسمه‌ساز | ۱۳ خرداد ۱۴۰۰      |                   |                 |
| علی مرادخانی                  | مدیر موزه موسیقی و معاون سابق امور هنری وزارت ارشاد                                                                             | ۱۷ خرداد ۱۴۰۰      | تهران             | [ ۱۲۱ ]         |
| سید علی اکبر محتشمی پور       | سیاستمدار | ۱۷ خرداد ۱۴۰۰      | تهران             |                 |
| زهره دوستی                    | گوینده پیشکسوت صدا و سیمای مرکز همدان                                                                                           | ۱۸ خرداد ۱۴۰۰      | همدان             |                 |
| سید عبدالعظیم شاه کرمی        | عضو هیئت علمی‌دانشگاه امیر کبیر و متخصص ژئوتکنیک، سازه و هیدرولیک                                                                | ۸ تیر ۱۴۰۰         | تهران             |                 |
| نقی بلالی دهکردی              | نویسنده | ۱۹ تیر ۱۴۰۰        | شهرکرد            |                 |
| خسرو سیف                      | سیاستمدار | ۲۲ تیر ۱۴۰۰        |                   |                 |
| کاوه فرزانه                   | عکاس | ۲۳ تیر ۱۴۰۰        | مهرشهر            | [ ۱۲۲ ]         |
| همایون ثابتی مطلق             | نقاش و مجسمه‌ساز | ۲۵ تیر ۱۴۰۰        | تهران             |                 |
| ملیحه کوشا                    | بازیگر تئاتر | ۲۵ تیر ۱۴۰۰        | سیستان و بلوچستان |                 |
| کامران احمدگلی                | مترجم و استاد زبان و ادبیات انگلیسی                                                                                             | ۲۷ تیر ۱۴۰۰        | تهران             |                 |
| مجتبی گلستانی                 | نویسنده، مترجم و پژوهشگر حوزه فلسفه و نقد ادبی                                                                                  | ۲۸ تیر ۱۴۰۰        | تهران             |                 |
| مصطفی قادرپناه                | نوازنده و سازنده تار | ۲۹ تیر ۱۴۰۰        | اصفهان            | [ ۱۲۳ ]         |
| مسلم اکبری نیا                | استاد دانشگاه تربیت مدرس و چهره ماندگار استان مازندران                                                                          | ۲۹ تیر ۱۴۰۰        |                   | [ ۱۲۴ ]         |
| علیرضا تابش (رئیس بنیاد مسکن) | رئیس بنیاد مسکن انقلاب اسلامی                                                                                                   | ۲ مرداد ۱۴۰۰       | تهران             |                 |
| اصغر یعقوبی                   | هنرمند ایرانی مقیم مالزی و مؤسس گالری مکعب                                                                                      | ۳ مرداد ۱۴۰۰       | کوالالامپور       |                 |
| فرزانه شعاعی                  | مترجم و سر دبیر پیشین بخش انگلیسی ایرنا                                                                                         | ۳ مرداد ۱۴۰۰       | تهران             |                 |
| حسین احمدی                    | صاحب امتیاز روزنامه هنرمند و فعال رسانه ای                                                                                      | ۵ مرداد ۱۴۰۰       | تهران             |                 |
| شهرام کاشانی                  | خواننده و ترانه‌سرا | ۶ مرداد ۱۴۰۰       | ترکیه، استانبول   |                 |
| میترا گلچین                   | دانشیار ادبیات دانشگاه تهران | ۶ مرداد ۱۴۰۰       | تهران             |                 |
| مهرزمان فخار منفرد            | نگارگر | ۷ مرداد ۱۴۰۰       | تهران             |                 |
| شیرین بهرامی                  | دوبلور و گوینده | ۷ مرداد ۱۴۰۰       | تهران             |                 |
| محمد سرور رجایی               | نویسنده و شاعر افغانستانی مقیم ایران                                                                                            | ۷ مرداد ۱۴۰۰       | تهران             |                 |
| سید محمد موسوی                | مؤسس پیک شفا و متخصص طب سنتی | ۸ مرداد ۱۴۰۰       | تهران             |                 |
| جعفر دانیالی بروجردی          | عکاس | ۸ مرداد ۱۴۰۰       | تهران             |                 |
| سیدناصر هاشمی                 | عضو هیئت علمی دانشکده ریاضی و علوم کامپیوتر دانشگاه صنعتی امیرکبیر                                                              | ۹ مرداد ۱۴۰۰       | تهران             |                 |
| محمدرضا امین‌ناصری             | نماینده دور اول مجلس شورای اسلامی، دانشیار گروه صنایع دانشگاه تربیت مدرس و مؤسس دانشگاه مهر آستان                               | ۹ مرداد ۱۴۰۰       | تهران             |                 |
| غلامحسین شیری علی‌آبادی        | نماینده پیشین هشترود در مجلس | ۱۲ مرداد ۱۴۰۰      |                   | [ ۱۲۵ ]         |
| کاظم محمدی                    | بازیکن سابق تیم ملی فوتسال ایران                                                                                                | ۱۲ مرداد ۱۴۰۰      | کرج               |                 |
| فرزانه معصومیان               | گوینده و مجری باسابقه رادیو | ۱۲ مرداد ۱۴۰۰      | تهران             |                 |
| سید علی کرامتی                | نویسنده، شاعر، استاد دانشگاه | ۱۲ مرداد ۱۴۰۰      | مشهد              |                 |
| نادر شریعتمداری               | عضو دومین شورای شهر تهران و استاد دانشگاه علم و صنعت ایران                                                                      | ۱۲ مرداد ۱۴۰۰      | تهران             |                 |
| فرهاد همتی                    | گزارشگر شبکه خبر | ۱۳ مرداد ۱۴۰۰      | تهران             |                 |
| محمداسفندیاری                 | تهیه‌کننده برنامه صبح بخیر ایران و مدیر سیمای بامدادی                                                                            | ۱۳ مرداد ۱۴۰۰      | تهران             |                 |
| علی ملاجانی                   | مدیر تولیدات بین‌الملل شبکه جام جم                                                                                               | ۱۴ مرداد ۱۴۰۰      | تهران             |                 |
| علی غفاری                     | عضو هیئت علمی گروه ادیان و عرفان دانشگاه محقق اردبیلی                                                                           | ۱۴ مرداد ۱۴۰۰      |                   |                 |
| مصطفی توکلیان                 | مدیر کل صداوسیمای مرکز سمنان | ۱۵ مرداد ۱۴۰۰      | سمنان             |                 |
| رحیم نیکبخت                   | نویسنده و پژوهشگر | ۱۵ مرداد ۱۴۰۰      | تهران             |                 |
| آیدین الفت                    | طراح و مهندس صدا | ۱۵ مرداد ۱۴۰۰      | تهران             |                 |
| فریدون بویراحمدی              | سیاستمدار | ۱۶ مرداد ۱۴۰۰      | تهران             |                 |
| عادل علوی لاجوردی             | استاد حوزه علمیه قم | ۱۷ مرداد ۱۴۰۰      | قم                |                 |
| یاسمن علی اکبرلو              | دبیر و خبرنگار با سابقه شبکه خبر                                                                                                | ۱۸ مرداد ۱۴۰۰      | تهران             |                 |
| علی سلیمانی                   | بازیگر | ۲۱ مرداد ۱۴۰۰      | تهران             |                 |
| فریبرز کوچکی‌زاد               | زبان‌شناس | ۲۱ مرداد ۱۴۰۰      | گیلان             |                 |
| بتینا مظلومی                  | بازیگر و کارگردان تئاتر | ۲۱ مرداد ۱۴۰۰      |                   |                 |
| حمید احمدیان                  | رئیس پردیس شماره ۲ و عضو هیئت علمی دانشکده مهندسی مکانیک دانشگاه علم و صنعت ایران                                               | ۲۱ مرداد ۱۴۰۰      | تهران             |                 |
| کریم کوچکی‌زاد                 | پژوهشگر حوزه موسیقی | ۲۲ مرداد ۱۴۰۰      | گیلان             |                 |
| حسین شیبانی                   | قهرمان سابق پرورش اندام | ۲۲ مرداد ۱۴۰۰      |                   |                 |
| مهدی پیشوایی                  | استاد حوزه علمیه قم و مدیر گروه تاریخ مؤسسه آموزشی و پژوهشی امام خمینی                                                          | ۲۳ مرداد۱۴۰۰       | قم                |                 |
| آلمین (شاعر)                  | شاعر | ۲۴ مرداد ۱۴۰۰      | تهران             |                 |
| ناصرشریفی                     | پیشکسوت فوتسال قم | ۲۴ مرداد ۱۴۰۰      | قم                |                 |
| لطف‌الله یارمحمدی              | زبان‌شناس، استاد بازنشسته دانشگاه شیراز، عضو پیوسته فرهنگستان علوم و برگزیده جایزه علمی علامه طباطبایی بنیاد ملی نخبگان سال ۱۳۹۰ | ۲۵ مرداد ۱۴۰۰      |                   |                 |
| مصطفی الهی                    | مدیرعامل و نائب رئیس هیئت مدیره شرکت پتروشیمی اصفهان                                                                            | ۲۵ مرداد ۱۴۰۰      | اصفهان            |                 |
| فرشته طائرپور                 | تهیه‌کننده، مدیر تولید، مجری طرح و فیلم‌نامه‌نویس                                                                                  | ۲۶ مرداد ۱۴۰۰      | تهران             |                 |
| سیدحسین مرجانمهر              | استاد برجسته پاتولوژی دانشکده دامپزشکی دانشگاه تهران                                                                            | ۲۷ مرداد ۱۴۰۰      | تهران             |                 |
| حمید نصیری                    | هنرمند رشته سراجی سنتی گیلان | ۲۷ مرداد ۱۴۰۰      | گیلان             |                 |
| مجید فلاح اصل لیالستانی       | هنرمند رشته بامبوبافی گیلان | ۲۷ مرداد ۱۴۰۰      | گیلان             |                 |
| حسن ریاضی                     | شاعر، زبان‌شناس و منتقد ادبی | ۲۸ مرداد ۱۴۰۰      | تهران             |                 |
| محمود نگهبان‌سلامی             | نمایندهٔ دورهٔ نهم و دهم مجلس شورای اسلامی و عضو کمیسیون آموزش و تحقیقات مجلس                                                     | ۲۹ مرداد ۱۴۰۰      | تهران             |                 |
| سید کمال فقیه ایمانی          | پدید آورنده اولین تفسیر قرآن به زبان انگلیسی و روسی                                                                             | ۲۹ مرداد ۱۴۰۰      | اصفهان            |                 |
| علیرضا پارسا                  | عضو هیئت علمی و رئیس بسیج اساتید دانشگاه‌های پیام نور                                                                            | ۲۹ مرداد ۱۴۰۰      | تهران             |                 |
| ماهان عابدین                  | سردبیر میز بریتانیای وب‌سایت پرس تی وی                                                                                           | ۳۰ مرداد ۱۴۰۰      |                   |                 |
| احمد گل‌محمدی                  | مترجم و مدیر گروه علوم سیاسی دانشگاه علامه طباطبائی                                                                             | ۳۰ مرداد ۱۴۰۰      | تهران             |                 |
| محمدرضا حکیمی                 | فقیه و مجتهد شیعه، فیلسوف، متفکر و نویسندهٔ ایرانی                                                                               | ۳۱ مرداد ۱۴۰۰      | تهران             |                 |
| منصور جمشیدپور                | فیلمساز و بازیگر | ۳۱ مرداد ۱۴۰۰      | شیراز             |                 |
| رحیم آقایی‌پور                 | فرمانده سابق قرارگاه مشترک راهیان نور جنوب                                                                                      | ۳۱ مرداد ۱۴۰۰      | تهران             |                 |
| اصغر کریمی                    | پژوهشگر فرهنگ عامه، مردم‌شناس، نویسنده و مترجم                                                                                   | ۱ شهریور ۱۴۰۰      | تهران             |                 |
| منیر مهریزی مقدم              | نویسنده | ۲ شهریور ۱۴۰۰      | مشهد              |                 |
| نبی ردکا                      | چهره ماندگار صنایع هنری استان قم                                                                                                | ۳ شهریور ۱۴۰۰      | قم                | [ ۱۲۶ ]         |
| سیدمهدی حاجی‌آبادی             | دبیر خبر خبرگزاری دانشجو | ۴ شهریور ۱۴۰۰      | تهران             |                 |
| علامرضا آستی کردیانی          | هنرمند موسیقی مقامی خراسان رضوی                                                                                                 | ۴ شهریور ۱۴۰۰      | مشهد              |                 |
| برات مقیمی                    | هنرمند موسیقی مقامی خراسان شمالی                                                                                                | ۵ شهریور ۱۴۰۰      | خراسان شمالی      |                 |
| مایا شرفی                     | خبرنگار فرهنگی و فعال رسانه ای                                                                                                  | ۶ شهریور ۱۴۰۰      | تهران             |                 |
| محمد خلیلی                    | خواننده ترانه‌های محلی و موسیقی اصیل شیرازی                                                                                      | ۶ شهریور ۱۴۰۰      | شیراز             |                 |
| فریدون سیامک نژاد             | داروساز و عضو شورای مرکزی انجمن اسلامی جامعه پزشکی ایران                                                                        | ۷ شهریور ۱۴۰۰      | تهران             |                 |
| علی‌اکبر رنجبر کرمانی          | تاریخ‌نگار | ۸ شهریور ۱۴۰۰      | تهران             |                 |
| نگین گتویی‌زاده                | مجری، گوینده، نویسنده و تهیه‌کننده رادیو بوشهر و بازیگر تئاتر                                                                    | ۹ شهریور ۱۴۰۰      | بوشهر             | [ ۱۲۷ ]         |
| فرشید امن الهی                | گرافیست، عکاس و نوازنده | ۹ شهریور ۱۴۰۰      | تبریز             |                 |
| امیرحسین ورناصری              | هشتمین مرد ثروتمند ایران | ۱۰ شهریور ۱۴۰۰     | مسجدسلیمان        |                 |
| جاسم سلطانی                   | بازیکن فوتسال و عضو تیم ملی فوتسال ایران                                                                                        | ۱۰ شهریور ۱۴۰۰     | شیراز             |                 |
| محسن دلجو                     | هنرمند پیشکسوت آئینه‌کاری | ۱۱ شهریور ۱۴۰۰     |                   |                 |
| سید حسن فیروزآبادی            | ریاست سابق ستاد کل نیروهای مسلح جمهوری اسلامی ایران                                                                             | ۱۲ شهریور۱۴۰۰      | تهران             | [ ۱۲۸ ]         |
| المیرا منشادی                 | خبرنگار | ۱۳ شهریور ۱۴۰۰     | مشهد              | [ ۱۲۹ ]         |
| عباس انصاری فرد               | مدیرعامل اسبق باشگاه پرسپولیس                                                                                                   | ۱۷ شهریور ۱۴۰۰     | تهران             | [ ۱۳۰ ]         |
| علیرضا فتحی                   | بدلکار سینما | ۱۸ شهریور ۱۴۰۰     | تهران             |                 |
| ملوک طلوع‌نژاد                 | بازیگر تلویزیون و رادیو | ۲۰ شهریور ۱۴۰۰     | گرگان             | [ ۱۳۱ ]         |
| محسن بیدارفر                  | مترجم و مصحح برگزیده پنجمین جشنواره فارابی                                                                                      | ۲۱ شهریور ماه ۱۴۰۰ | قم                |                 |
| سید احمد زرگر                 | رئیس دادگاه انقلاب تهران | ۲۱ شهریور ماه ۱۴۰۰ | تهران             |                 |
| یعقوب ظروفچی                  | خواننده سنتی زبان ترکی آذربایجانی                                                                                               | ۲۳ شهریور ۱۴۰۰     | باکو              |                 |
| محمدتقی هاشمی شاهرودی         | مدیر انتشارات دارالکتاب الاسلامی                                                                                                | ۲۳ شهریور ۱۴۰۰     | قم                |                 |
| ابومحمد عسگرخانی              | استاد برجسته روابط بین‌الملل دانشگاه تهران                                                                                       | ۲۹ شهریور ۱۴۰۰     | تهران             | [ ۱۳۲ ]         |
| رشید بریمانی                  | مداح مازندرانی | ۳۱ شهریور سال ۱۴۰۰ | ساری              |                 |
| سیامک اطلسی                   | هنرپیشه، دوبلور، نویسنده و کارگردان                                                                                             | ۴ مهر ۱۴۰۰         | تهران             | [ ۱۳۳ ]         |
| کاووس مسعودی                  | پیشکسوت صنعت گردشگری اصفهان | ۱۰ مهر ۱۴۰۰        | اصفهان            | [ ۱۳۴ ]         |
| مهین کوره چیان                | بازیکن سابق تیم ملی بسکتبال زنان ایران                                                                                          | ۱۱ مهر ۱۴۰۰        | تهران             |                 |
| محمد اسماعیل‌زاده              | نوازنده دوتار، خواننده ترکمن و دارنده درجه یک هنری                                                                              | ۱۲ مهر ۱۴۰۰        | گرگان             |                 |
| مهدی صانعی                    | از فعالان رسانه ای استان خراسان رضوی و شهرستان مشهد                                                                             | ۱۲ مهر ۱۴۰۰        | مشهد              |                 |
| علی گلستانه                   | نقاش معاصر | ۱۴ مهر ۱۴۰۰        | تهران             |                 |
| عزت‌الله مهرآوران              | بازیگر | ۱۶ مهر ۱۴۰۰        | تهران             |                 |
| زهرا خدابنده لو               | داروساز آنکولوژی و مسئول فنی ساخت داروهای شیمی درمانی در بیمارستان خمینی                                                        | ۱۷ مهر ۱۴۰۰        | تهران             |                 |
| روح‌الله شیشه‌گرها              | ملی پوش سابق تیم ملی تنیس روی میز                                                                                               | ۱۸ مهر ۱۴۰۰        | قزوین             |                 |
| اصغر کفشچیان مقدم             | استاد دانشگاه، طراح، نقاش و هنرمند حوزه‌های جدید                                                                                 | ۱۹ مهر ۱۴۰۰        | تهران             |                 |
| ارحیم ابویی                   | پیشکسوت کشتی | ۱۹ مهر ۱۴۰۰        | تهران             |                 |
| سارا شکری                     | پرستار بیمارستان عشایر خرم‌آباد                                                                                                  | ۱۹ مهر ۱۴۰۰        | خرم‌آباد           |                 |
| ابوالقاسم طاهری               | مدیر مرکز خدمات حوزه استان قم و مدیر سابق حوزه علمیه مازندران                                                                   | ۱۹ مهر ۱۴۰۰        | قم                |                 |
| ایرج یکه زارع                 | کاریکاتوریست پیشکسوت کشور | ۲۰ مهر ۱۴۰۰        | تهران             |                 |
| علی‌اصغر مُبرا                  | نوازنده و آهنگساز پیشکسوت | ۲۰ مهر ۱۴۰۰        | تهران             | [ ۱۳۵ ]         |
| جمشید سماواتیان               | نقاش نوگرا | ۲۳ مهر ۱۴۰۰        | تهران             |                 |
| رحیم رحیمی‌پور                 | کارگردان و تهیه‌کننده سینما | ۲۵ مهر ۱۴۰۰        | تهران             |                 |
| نادر کشاورز                   | نوازنده پیشکسوت ویلن | ۲۶ مهر ۱۴۰۰        | تهران             | [ ۱۳۶ ]         |
| حمیده سهرابی                  | عکاس | ۲۶ مهر ۱۴۰۰        | تهران             | [ ۱۳۷ ]         |
| محمد صالحی آرام               | شاعر، طنزپرداز و روزنامه‌نگار پیشکسوت                                                                                            | ۲۷ مهر ۱۴۰۰        | بخارست            |                 |
| پرویز سیروس پور               | مربی، دبیر و رئیس پیشین فدراسیون کشتی                                                                                           | ۳۰ مهر ۱۴۰۰        | تهران             | [ ۱۳۸ ]         |
| کامبیز درم‌بخش                 | طراح و کاریکاتوریست | ۱۵ آبان ۱۴۰۰       | تهران             | [ ۱۳۹ ]         |
| بکتاش آبتین                   | فیلمساز، شاعر، نویسنده و منتقد زندانی                                                                                           | ۱۸ دی ۱۴۰۰         | تهران             | [ ۱۴۰ ]         |
| شهریار تیمورپور               | چهره‌پرداز | ۲۱ دی ۱۴۰۰         | تهران             | [ ۱۴۱ ]         |
| شاپور آقازاده                 | خبرنگار | ۲۲ دی ۱۴۰۰         | تهران             | [ ۱۴۲ ]         |
| سعید تشکری                    | نویسنده | ۱۹ بهمن ۱۴۰۰       | مشهد              | [ ۱۴۳ ]         |
| محمدحسین مهرنوش               | نویسنده | ۵ اسفند ۱۴۰۰       | ترکیه             | [ ۱۴۴ ]         |
| غلامحسین دشتی                 | رییس شورای اسلامی شهر یزد | ۱۶ اسفند ۱۴۰۰      | یزد               | [ ۱۴۵ ]         |
| مهرنوش شریعتی                 | بازیگر و عروسک‌گردان سینما و تئاتر                                                                                               | ۱ فروردین ۱۴۰۱     | تهران             | [ ۱۴۶ ]         |
| رضا امانی                     | بازیکن فوتسال | ۲۰ اردیبهشت ۱۴۰۱   | ساری              | [ ۱۴۷ ]         |
| سید محمود دعایی               | سرپرست مؤسسه اطلاعات | ۱۵ خرداد ۱۴۰۱      | تهران             | [ ۱۴۸ ]         |
| اسماعیل شنگله                 | کارگردان، بازیگر، مترجم و استاد دانشکده هنر‌های دراماتیک                                                                         | ۲۵ تیر ۱۴۰۱        | تهران             | [ ۱۴۹ ]         |
| احمد مسعودی                   | طراح و نقاش | ۷ مرداد ۱۴۰۱       | تهران             | [ ۱۵۰ ]         |
| ابراهیم قنبری‌مهر              | سازنده‌ی ساز | ۲۱ مرداد ۱۴۰۱      | تهران             | -               |
| منوچهر انصاری                 | نوازنده ویولن و موسیقیدان | ۲۱ مرداد ۱۴۰۱      | تهران             | [ ۱۵۲ ]         |
| حسن ارژنگ‌نژاد                 | مجسمه ساز | ۲۵ مرداد ۱۴۰۱      | تهران             | [ ۱۵۳ ]         |
| منوچهر اسماعیلی               | دوبلور | ۳۱ مرداد ۱۴۰۱      | تهران             | [ ۱۵۴ ]         |
| حسین آذین                     | نماینده مجلس | ۱۶اسفند ۱۴۰۱       | تهران             | [ ۱۵۵ ]         |
| علی پاداش                     | خبرنگار | ۲۹اسفند ۱۴۰۱       | تهران             | [ ۱۵۶ ]         |
| شمس آقاجانی                   | شاعر و منتقد ادبی | ۱۷شهریور ۱۴۰۲      | تهران             | [ ۱۵۷ ]         |
| زین‌العابدین رضوی خرم          | استاندار آذربایجان شرقی | ۳۰ دی ۱۴۰۲         | تبریز             | [ ۱۵۸ ]         |
| مصطفی قلی خسروی               | رئیس سابق اتحادیه مشاوران املاک                                                                                                 | ۱۵ اسفند ۱۴۰۲      | تهران             | [ ۱۵۹ ]         |